# آنفيل (بنسلفانيا)
بلدة آنفيل هي بلدة ريفية صغيرة وتقع في مقاطعة لبانون ، بنسلفانيا ، الولايات المتحدة

## التركيبة السكانية
اعتبارًا من التعداد  لعام 2000 ، كان هناك 4518 شخصًا ، و 1452 أسرة ، و 917 أسرة مقيمة في البلدة. كانت الكثافة السكانية 2864.6 شخص لكل ميل مربع (1،104.1 / كم 2 ). كان هناك 1556 وحدة سكنية بمتوسط كثافة 986.6 / متر مربع ميل (380.2 / كم 2 ). كان التركيب العرقي للبلدة 95.40٪ أبيض ، 1.08٪ أمريكي من أصل أفريقي ، 0.02٪ أمريكي أصلي ، 1.24٪ آسيوي ، 0.11٪ جزر المحيط الهادئ ، 0.97٪ من أعراق أخرى ، و 1.17٪ من اثنين أو أكثر من السباقات. كان من أصل إسباني أو لاتيني من أي عرق 1.79 ٪ من السكان.
كان هناك 1،452 أسرة ، 27.8 ٪ منها لديها أطفال دون سن 18 عامًا يعيشون معهم ، و 51.0 ٪ من الأزواج الذين يعيشون معًا ، و 8.3 ٪ لديهم ربة منزل بدون زوج ، و 36.8 ٪ من غير العائلات. 29.1٪ من جميع الأسر كانت مكونة من أفراد ، و 11.8٪ كان لديها شخص يعيش بمفرده يبلغ من العمر 65 عامًا أو أكثر. كان متوسط حجم الأسرة 2.35 ومتوسط حجم الأسرة 2.87.
انتشر السكان في البلدة ، حيث كان هناك 16.3٪ تحت سن 18 ، و 31.2٪ من 18 إلى 24 ، و 23.1٪ من 25 إلى 44 ، و 15.9٪ من 45 إلى 64 ، و 13.5٪ ممن بلغوا 65 عامًا أو أكبر . كان متوسط العمر 28 سنة. لكل 100 أنثى هناك 88.1 ذكر. لكل 100 أنثى من سن 18 وما فوق ، هناك 85.3 ذكر.
كان متوسط الدخل لأسرة في البلدة 37415 دولارًا ، وكان متوسط دخل الأسرة 44.737 دولارًا. كان للذكور متوسط دخل قدره 35،057 دولارًا مقابل 23،458 دولارًا للإناث. ال دخل الفرد للبلدة كان $ 16،586. حوالي 1.5 ٪ من الأسر و 6.3 ٪ من السكان كانوا تحت خط الفقر ، بما في ذلك 3.6 ٪ من أولئك الذين تقل أعمارهم عن 18 عامًا و 6.0 ٪ من أولئك الذين يبلغون 65 عامًا أو أكثر.

## مجالات الاهتمام
- مسرح ألين ومقهى إم جيه ومسرح تاريخي ومقهى
- كلية لبانون فالي ، مؤسسة خاصة مدتها أربع سنوات مع تسجيل ما يقرب من 1,916 طالبًا جامعيًا وطلاب دراسات عليا.
- كنيسة القديس انطوني القبطية